# Hej tomtegubbar
Hej tomtegubbar är en svensk skålvisa (en polska) som också används som danslek till jul för barn. 

## Bakgrund
Melodin publicerades första gången 1815, men då utan ord. Ett fragment av texten finns i en uppteckning från 1833. Det har berättats att man i Skåne under 1800-talet använde Nigarepolskan som melodi. Under den titeln uppträdde sången från 1898 i olika samlingar med sånglekar. 
Först på 1900-talet började visan användas som skålvisa, men att melodin är populär märks av alla yngre nyskrivna snapsvisor som skall sjungas på melodin. 
Melodin förekommer i Kurt Atterbergs "De fåvitska jungfrurna". Visan används i ett tjugotal svenska långfilmer från 1931 och framåt.

## Inspelningar
En tidig inspelning gjordes av Emma Meissner på Malmskillnadsgatan i Stockholm den 15 februari 1910.

### Fotnoter
1. ↑  Hej tomtegubbar på Svensk Filmdatabas
2. ↑  "Hej tomtegubbar" i Svensk mediedatabas